# Ефстатиос Хорофас
Ефстатиос Хорофас (грч. Ευστάθιος Χωραφάς; 1871. у Кефалонији — ?) је био грчки пливач, који је учествовао на Олимпијским играма 1896.
Хорофас је био једини пливач који је учествовао у све три дисциплине намењене аматерским пливачима. Све те дисциплине су одржане једна за другом па су остали пливачи учествовали у само једној или две трке. Ни у једној од трка у којима је учествовао Хорофас, његово време није забележено. У пливању на 100 m слободно није познато ни које је место заузео. Зна се само да се пласирао између трећег и десетог места. У пливању на 500 m слободно, Хорофас је освојио бронзану медаљу. Испред њега су били Аустријанац Паул Нојман и Грк Антониос Пепанос. У трци на 1.200 метара поново му је припало треће место. Бољи од њега су били Мађар Алфред Хајош и Грк Јоанис Андреу.